# Gran Premio de las Naciones de Motociclismo de 1981
El Gran Premio de las Naciones de Motociclismo de 1981 fue la cuarta prueba de la temporada 1981 del Campeonato Mundial de Motociclismo. El Gran Premio se disputó el 10 de mayo de 1981 en el Circuito de Monza.

## Resultados 500cc
En la categoría reina, el estadounidense Kenny Roberts logró un cómodo triunfo dominando de principio a fin las 24 vueltas de que constaba la carrera. El de Suzuki rodó por delante del neozelandés Graeme Crosby y del británico Barry Sheene, siempre segundo y tercero respectivamente.
| Pos.     | Piloto              | Equipo     | Tiempo     | Pts. |
| -------- | ------------------- | ---------- | ---------- | ---- |
| 1        | Kenny Roberts       | Yamaha     | 52:02.100  | 15   |
| 2        | Graeme Crosby       | Suzuki     | +4.650     | 12   |
| 3        | Barry Sheene        | Yamaha     | +8.150     | 10   |
| 4        | Boet van Dulmen     | Yamaha     | +33.480    | 8    |
| 5        | Marco Lucchinelli   | Suzuki     | +36.170    | 6    |
| 6        | Guido Paci          | Yamaha     | +37.120    | 5    |
| 7        | Jack Middelburg     | Suzuki     | +1:21.650  | 4    |
| 8        | Franco Uncini       | Suzuki     | +1:26.220  | 3    |
| 9        | Christian Sarron    | Yamaha     | +1:36.480  | 2    |
| 10       | Sergio Pellandini   | Suzuki     | +1:52.070  | 1    |
| 11       | Leandro Becheroni   | Suzuki     | +1:55.910  |      |
| 12       | Gianni Rolando      | Lombardini | +1 Vuelta  |      |
| 13       | Walter Migliorati   | Suzuki     | +1 Vuelta  |      |
| 14       | Sadao Asami         | Yamaha     | +1 Vuelta  |      |
| 15       | Raymond Roche       | Suzuki     | +1 Vuelta  |      |
| 16       | Seppo Rossi         | Suzuki     | +1 Vuelta  |      |
| 17       | Keith Huewen        | Suzuki     | +1 Vuelta  |      |
| 18       | Alain Röthlisberger | Suzuki     | +2 Vueltas |      |
| 19       | Stu Avant           | Suzuki     | +2 Vueltas |      |
| 20       | Marco Papa          | Suzuki     | +2 Vueltas |      |
| 21       | Peter Sjöström      | Suzuki     | +2 Vueltas |      |
| Ret      | Takazumi Katayama   | Suzuki     | Ret        |      |
| Ret      | Marc Fontan         | Yamaha     | Ret        |      |
| Ret      | Fabio Biliotti      | Suzuki     | Ret        |      |
| Ret      | Christian Estrosi   | Suzuki     | Ret        |      |
| Ret      | Virginio Ferrari    | Cagiva     | Ret        |      |
| Ret      | Philippe Coulon     | Suzuki     | Ret        |      |
| Ret      | Graziano Rossi      | Morbidelli | Ret        |      |
| Ret      | Giovanni Pelletier  | Suzuki     | Ret        |      |
| Ret      | Dave Potter         | Yamaha     | Ret        |      |
| Ret      | Gustav Reiner       | Solo       | Ret        |      |
| Ret      | Randy Mamola        | Suzuki     | Ret        |      |
| Ret      | Adelio Faccioli     | Suzuki     | Ret        |      |
| Ret      | Hiroyuki Kawasaki   | Suzuki     | Ret        |      |
| Ret      | Kork Ballington     | Kawasaki   | Ret        |      |
| DNQ      | Steve Parrish       | Yamaha     | DNQ        |      |
| DNQ      | Carlo Perugini      | Sanvenero  | DNQ        |      |
| DNQ      | Josef Hage          | Yamaha     | DNQ        |      |
| DNQ      | Marco Greco         | Yamaha     | DNQ        |      |
| DNQ      | Roberto Pietri      | Suzuki     | DNQ        |      |
| DNQ      | Michael Schmid      | Suzuki     | DNQ        |      |
| DNQ      | Jon Ekerold         | Solo       | DNQ        |      |
| DNQ      | Franck Gross        | Suzuki     | DNQ        |      |
| Sources: |                     |            |            |      |

## Resultados 350cc
En 350 c.c. se vio un excitante duelo entre el sudafricano John Ekerold y el alemán Anton Mang, que se solventó en favor del primero por solo centésimas de segundo. A pesar de todo la general sigue comandada por Mang con tres puntos de ventaja sobre Ekerold.
| Pos. | Piloto               | Moto              | Tiempo    | Pts. |
| ---- | -------------------- | ----------------- | --------- | ---- |
| 1    | Jon Ekerold          | Bimota-Yamaha     | 44:11.030 | 15   |
| 2    | Anton Mang           | Kawasaki          | +0.060    | 12   |
| 3    | Massimo Matteoni     | Bimota-Yamaha     | +15.950   | 10   |
| 4    | Patrick Fernandez    | Bimota-Yamaha     | +30.370   | 8    |
| 5    | Éric Saul            | Chevallier-Yamaha | +39.410   | 6    |
| 6    | Alan North           | Yamaha            | +52.090   | 5    |
| 7    | Graeme McGregor      | Yamaha            | +1:01.150 | 4    |
| 8    | Carlos Lavado        | Yamaha            | +1:08.010 | 3    |
| 9    | Peter Looijesteijn   | Yamaha            | +1:25.540 | 2    |
| 10   | Michel Rougerie      | Yamaha            | +1:25.880 | 1    |
| 11   | Martin Wimmer        | Yamaha            | +1:26.150 |      |
| 12   | Edi Stöllinger       | Kawasaki          | +1:40.920 |      |
| 13   | Tony Head            | Yamaha            | +1:46.940 |      |
| 14   | René Delaby          | Yamaha            | +1 Vuelta |      |
| 15   | Bengt Elgh           | Yamaha            | +1 Vuelta |      |
| 16   | Reino Eskelinen      | Yamaha            | +1 Vuelta |      |
| 17   | Rinus van Kasteren   | Yamaha            | +1 Vuelta |      |
| 18   | Klaas Hernamdt       | Yamaha            | +1 Vuelta |      |
| 19   | Eduardo Alemán       | Yamaha            | +1 Vuelta |      |
| 20   | Jacques Cornu        | Yamaha            | +1 Vuelta |      |
| Ret  | Jean-François Baldé  | Kawasaki          | Ret       |      |
| Ret  | Didier de Radiguès   | Yamaha            | Ret       |      |
| Ret  | Paolo Ferretti       | Yamaha            | Ret       |      |
| Ret  | Gustav Reiner        | Bimota-Yamaha     | Ret       |      |
| Ret  | Arturo Venanzi       | Yamaha            | Ret       |      |
| Ret  | Tony Rogers          | Yamaha            | Ret       |      |
| Ret  | Graeme Geddes        | Bimota-Yamaha     | Ret       |      |
| Ret  | Wolfgang von Muralt  | Yamaha            | Ret       |      |
| Ret  | Roger Sibille        | Yamaha            | Ret       |      |
| Ret  | Jeffrey Sayle        | Yamaha            | Ret       |      |
| Ret  | Keith Huewen         | Yamaha            | Ret       |      |
| Ret  | Sauro Pazzaglia      | Yamaha            | Ret       |      |
| Ret  | Thierry Espié        | Bimota-Yamaha     | Ret       |      |
| Ret  | Bruno Kneubühler     | Yamaha            | Ret       |      |
| DNS  | Siegfried Minich     | Bartol            | DNS       |      |
| DNS  | Mladen Tomic         | Bartol            | DNS       |      |
| DNQ  | Svend Andersson      | Bartol            | DNQ       |      |
| DNQ  | Hans Hansebraten     | Yamaha            | DNQ       |      |
| DNQ  | André Magro          | Tachnic           | DNQ       |      |
| DNQ  | Jean-Michel Mattioli | Yamaha            | DNQ       |      |
| DNQ  | Claude Berger        | Yamaha            | DNQ       |      |
| DNQ  | Hans Naef            | Yamaha            | DNQ       |      |

## Resultados 250cc
La mala suerte siguió a Anton Mang también el cuarto de litro. El alemán corría directo hacia la victoria pero en la vuelta 17, con la caída de las primeras gotas de lluvia y la mala selección de neumáticos, empezó a perder tiempo y el francés Eric Saul, que transitaba a 20 segundos de Mang se encontró con una inesperada victoria.
| Pos. | Piloto                 | Moto              | Tiempo    | Pts. |
| ---- | ---------------------- | ----------------- | --------- | ---- |
| 1    | Éric Saul              | Chevallier-Yamaha | 46:12.230 | 15   |
| 2    | Maurizio Massimiani    | Ad Maiora         | +9.950    | 12   |
| 3    | Anton Mang             | Kawasaki          | +10.730   | 10   |
| 4    | Martin Wimmer          | Yamaha            | +44.410   | 8    |
| 5    | Patrick Fernandez      | Bimota-Yamaha     | +45.840   | 6    |
| 6    | Jean-François Baldé    | Kawasaki          | +55.810   | 5    |
| 7    | Thierry Espié          | Chevallier-Yamaha | +56.050   | 4    |
| 8    | Edi Stöllinger         | Kawasaki          | +1:45.890 | 3    |
| 9    | Christian Estrosi      | Yamaha            | +1:53.660 | 2    |
| 10   | Jean-Louis Guignabodet | Kawasaki          | +1 Vuelta | 1    |
| 11   | Franco Marcheggiani    | Yamaha            | +1 Vuelta |      |
| 12   | Germano Conti          | MBA               | +1 Vuelta |      |
| 13   | Didier de Radiguès     | Yamaha            | +1 Vuelta |      |
| 14   | Jeffrey Sayle          | Armstrong-Rotax   | +1 Vuelta |      |
| 15   | Karl-Thomas Grässel    | Yamaha            | +1 Vuelta |      |
| 16   | Alan North             | Yamaha            | +1 Vuelta |      |
| 17   | Bruno Kneubühler       | Rotax             | +1 Vuelta |      |
| Ret  | Eddie Lawson           | Kawasaki          | Ret       |      |
| Ret  | Pierluigi Conforti     | Kawasaki          | Ret       |      |
| Ret  | Graeme McGregor        | Yamaha            | Ret       |      |
| Ret  | Roland Freymond        | Ad Maiora         | Ret       |      |
| Ret  | Paolo Ferretti         | Yamaha            | Ret       |      |
| Ret  | Hans Müller            | MBA               | Ret       |      |
| Ret  | Ángel Nieto            | Siroko-Rotax      | Ret       |      |
| Ret  | Loris Reggiani         | Bimota-Yamaha     | Ret       |      |
| Ret  | Graeme Geddes          | Yamaha            | Ret       |      |
| Ret  | Richard Schlachter     | Yamaha            | Ret       |      |
| Ret  | Hervé Guilleux         | Siroko-Rotax      | Ret       |      |
| Ret  | Jean-Marc Toffolo      | Armstrong-Rotax   | Ret       |      |
| Ret  | Massimo Matteoni       | Tre Stelle        | Ret       |      |
| Ret  | Peter Looijesteijn     | Yamaha            | Ret       |      |
| Ret  | Gianpaolo Marchetti    | MBA               | Ret       |      |
| Ret  | Carlos Lavado          | Yamaha            | Ret       |      |
| Ret  | Clive Horton           | Armstrong         | Ret       |      |
| Ret  | Sauro Pazzaglia        | MBA               | Ret       |      |
| DNQ  | Jacques Cornu          | Rotax/Yamaha      | DNQ       |      |
| DNQ  | Alain Rothlisberger    | -                 | DNQ       |      |
| DNQ  | Siegfried Minich       | Bartol/Yamaha     | DNQ       |      |
| DNQ  | Klaas Hernamdt         | Rotax             | DNQ       |      |
| DNQ  | Lennart Backstom       | -                 | DNQ       |      |
| DNQ  | Luigi Rimoldi          | -                 | DNQ       |      |
| DNQ  | Johnny Scott           | Yamaha            | DNQ       |      |
| DNQ  | Iván Palazzese         | Yamaha            | DNQ       |      |

## Resultados 125cc
Triunfo en el octavo de litro para el francés Guy Bertin, primero de la temporada que logra, y volvió a dempostrar su pericia en pistas mojadas. El líder de la clasificación sigue siendo Ángel Nieto que, en esta ocasión cayó pero se volvió a incorporar para remontar desde la undécima posición a la cuarta.
| Pos. | Piloto               | Moto       | Tiempo     | Pts. |
| ---- | -------------------- | ---------- | ---------- | ---- |
| 1    | Guy Bertin           | Sanvenero  | 44:09.280  | 15   |
| 2    | Loris Reggiani       | Minarelli  | +21.590    | 12   |
| 3    | Jacques Bolle        | Motobécane | +1:05.580  | 10   |
| 4    | Ángel Nieto          | Minarelli  | +1:49.900  | 8    |
| 5    | Hans Müller          | MBA        | +1:57.810  | 6    |
| 6    | Stefan Dörflinger    | MBA        | +2:10.740  | 5    |
| 7    | Maurizio Vitali      | MBA        | +1 Vuelta  | 4    |
| 8    | Willy Pérez          | MBA        | +1 Vuelta  | 3    |
| 9    | Maurizio Musco       | MBA        | +1 Vuelta  | 2    |
| 10   | Michele Ettore       | MBA        | +1 Vuelta  | 1    |
| 11   | Peter Hubbard        | Morbidelli | +1 Vuelta  |      |
| 12   | Ton Spek             | MBA        | +1 Vuelta  |      |
| 13   | Michel Galbit        | MBA        | +1 Vuelta  |      |
| 14   | Stefan Janssen       | MBA        | +1 Vuelta  |      |
| 15   | Libero Piccirillo    | MBA        | +2 Vueltas |      |
| 16   | Jean-Claude Selini   | MBA        | +2 Vueltas |      |
| 17   | Joël Benniza         | MBA        | +2 Vueltas |      |
| 18   | Per-Edvard Carlsson  | MBA        | +2 Vueltas |      |
| Ret  | Pier Paolo Bianchi   | MBA        | Ret        |      |
| Ret  | Pierluigi Aldrovandi | MBA        | Ret        |      |
| Ret  | August Auinger       | Bartol/MBA | Ret        |      |
| Ret  | Anton Straver        | MBA        | Ret        |      |
| Ret  | Eugenio Lazzarini    | Iprem      | Ret        |      |
| Ret  | Ivan Villini         | MBA        | Ret        |      |
| Ret  | Yves Dupont          | MBA        | Ret        |      |
| Ret  | János Drapál         | MBA        | Ret        |      |
| Ret  | Theo Timmer          | MBA        | Ret        |      |
| Ret  | John Kernan          | MBA        | Ret        |      |
| Ret  | Joe Genoud           | MBA        | Ret        |      |
| Ret  | Thierry Noblesse     | MBA        | Ret        |      |
| Ret  | Aldo Nardonne        | MBA        | Ret        |      |
| Ret  | Alfred Waibel        | MBA        | Ret        |      |
| Ret  | Roberto Ruosi        | MBA        | Ret        |      |
| Ret  | Rino Zuliani         | MBA        | Ret        |      |

## Resultados 50cc
En la categoría menor cilindrada,  el español Ricardo Tormo a bordo de su Bultaco se impuso en un emocionante duelo con el suizo Stefan Dorílinger, que sigue liderando la clasificación.
| Pos. | Piloto              | Moto       | Tiempo    | Pts. |
| ---- | ------------------- | ---------- | --------- | ---- |
| 1    | Ricardo Tormo       | Bultaco    | 34:40.650 | 15   |
| 2    | Stefan Dörflinger   | Kreidler   | +0.420    | 12   |
| 3    | Hagen Klein         | Kreidler   | +58.980   | 10   |
| 4    | Giuseppe Ascareggi  | Minarelli  | +1:03.870 | 8    |
| 5    | Theo Timmer         | Bultaco    | +1:17.920 | 6    |
| 6    | Hans-Jürgen Hummel  | Sachs      | +1:41.490 | 5    |
| 7    | George Looijesteijn | Kreidler   | +1:59.580 | 4    |
| 8    | Claudio Lusuardi    | Moto Villa | +2:02.830 | 3    |
| 9    | Ingo Emmerich       | Kreidler   | +2:02.880 | 2    |
| 10   | Pascal Kambourian   | Kreidler   | +2:31.220 | 1    |
| 11   | Zdravko Matulja     | Tormo      | +1 Vuelta |      |
| 12   | Joaquín Galí        | Bultaco    | +1 Vuelta |      |
| 13   | Salvatore Milano    | UFO        | +1 Vuelta |      |
| 14   | Günter Schirnhofer  | Kreidler   | +1 Vuelta |      |
| 15   | Joe Genoud          | RYB        | +1 Vuelta |      |
| 16   | Giuliano Gerani     | BBFT       | +1 Vuelta |      |
| 17   | Peter Verbic        | Kreidler   | +1 Vuelta |      |
| 18   | Chris Baert         | Kreidler   | +1 Vuelta |      |
| 19   | Giuliano Tabanelli  | Ringhini   | +1 Vuelta |      |
| 20   | Reiner Koster       | Malanca    | +1 Vuelta |      |
| Ret  | Yves Dupont         | ABF        | Ret       |      |
| Ret  | Bruno Di Carlo      | Kreidler   | Ret       |      |
| Ret  | Rolf Blatter        | Kreidler   | Ret       |      |
| Ret  | Otto Machinek       | Kreidler   | Ret       |      |
| Ret  | Reiner Scheidhauer  | Kreidler   | Ret       |      |
| Ret  | Enrico Cereda       | Kreidler   | Ret       |      |
| Ret  | Claudio Granata     | Kreidler   | Ret       |      |
| Ret  | Yves Le Toumelin    | TYL        | Ret       |      |
| Ret  | Gerhard Singer      | Kreidler   | Ret       |      |
| Ret  | Spencer Crabbe      | MBA        | Ret       |      |
| Ret  | Hulric              | Kreidler   | Ret       |      |
| Ret  | Henk van Kessel     | Kreidler   | Ret       |      |